# イタリア協奏曲
『イタリア協奏曲』（独語：Italienisches Konzert）BWV 971はバッハ作曲のチェンバロ独奏のための全3楽章の協奏曲である。「イタリア風協奏曲」とも。

## 概要
原題は『イタリア趣味によるコンチェルト（独語：Concerto nach Italienischem Gusto）』。『フランス風序曲』BWV 831とともに、『クラヴィーア練習曲集第2巻』として1735年に出版された。この曲集では、18世紀のイタリアとフランスの代表的な器楽ジャンルが対比付けられているだけでなく、ヘ調とロ調という遠隔調、そして後の増四度近親という対比が施されている。

## 構成
曲の構成は次のようになっている。
1. （本来テンポの指定はないが、多くの版ではアレグロと補足されている）、ヘ長調
2. アンダンテ、ニ短調
3. プレスト、ヘ長調

曲中には「フォルテ（強奏）」と「ピアノ（弱奏）」の指示があり、これは2段鍵盤のチェンバロを用いて協奏曲における楽器群の対比表現を模倣するものである。
この曲はバッハが存命時にも人気があり、バッハの作った曲を「誇張や過度の技法」「自然に反し、くどくどしく理解し難い」と批判したヨハン・アドルフ・シャイベでさえも、この曲に対しては「単一の楽器で演奏する協奏曲の最大、最高の曲である」と賛辞を送ったほどであった。　